# Sara Woods
Pour les articles homonymes, voir Woods.
Sara Woods, pseudonyme de Lana Hutton Bowen-Judd, née le 7 mars 1922 à Bradford, Yorkshire de l'Ouest, et décédée le 5 novembre 1985 à Toronto, Ontario, est un auteur britannique de roman policier. Elle a également signé quelques textes des pseudonymes Anna Burton, Mary Challis et Margaret Leek.

## Biographie
Elle fait ses études dans un établissement privé et au Couvent du Sacré-Cœur de Filey dans le Yorkshire du Nord. Pendant la Deuxième Guerre mondiale, elle occupe un poste dans une banque, puis, à Londres, elle se joint à l'équipe du bureau d'avocat de son frère, où elle glane des informations qui lui serviront plus tard dans ses romans policiers. Le 25 avril 1946, elle épouse Anthony George Bowen-Judd, un ingénieur en électronique, et l'accompagne dans ses nombreux déplacements professionnels aux quatre coins de la Grande-Bretagne.  Elle seconde ensuite son époux dans une exploitation porcine entre 1948 et 1954. En 1957, les Bowen-Judd déménagent à Halifax, en Nouvelle-Écosse au Canada. Jusqu'en 1964, elle travaille comme registraire à l'Université Saint Mary, puis se consacre entièrement à l'écriture.
Elle aborde le roman policier dès 1961 avec la publication de L'Avocat de la défense, où apparaît son héros récurrent l'avoué britannique Anthony Maitland. Ancien agent des services secrets britanniques pendant la guerre, il est gravement blessé au bras. Réformé, il commence une carrière d'homme de loi et de juriconsulte dans le cabinet de son oncle Sir Nicholas Harding, surnommé affectueusement l'oncle Nick, mais qui se révèle un des plus brillants avocats d'Angleterre. Anthony Maitland, sorte de Perry Mason britannique, n'hésite pas à mener lui-même ses enquêtes pour innocenter ses clients et démasquer les coupables, où est bien rendue l'atmosphère à la fois feutrée et impitoyable des tribunaux de la Couronne.  Chacun des titres des quelque quarante-neuf enquêtes de Maitland est, dans la version originale, une citation tirée d'une œuvre de Shakespeare. 
Sara Woods, considérée au Canada comme un important auteur canadien de romans policiers, a également employé quelques pseudonymes pour faire paraître quelques récits avec d'autres héros récurrents qui n'ont jamais réussi à s'imposer. Elle a été l'un des membres de la Society of Authors d'Angleterre, des Mystery Writers of America, de la Crime Writers' Association et de la Crime Writers of Canada (en), où elle a siégé au comité exécutif.
Avec son époux, elle passe ses dernières années à Niagara-on-the-Lake, dans la province de l'Ontario, et meurt à Toronto en 1985.

## Œuvre

### Romans

#### SérieAnthony Maitland
- Bloody Instructions (1961) Publié en français sous le titre L'Avocat de la défense, Paris, Librairie des Champs-Élysées, Le Masque no 858, 1965
- Malice Domestic (1962) Publié en français sous le titre Délire, Paris, Librairie des Champs-Élysées, Le Masque no 942, 1966
- The Taste of Fears ou The Third Encounter (1963) Publié en français sous le titre Un bruit de bottes, Paris, Librairie des Champs-Élysées, Le Masque no 960, 1967
- Error of the Moon (1963)
- The Little Measure (1964)
- Trusted Like the Fox (1964)
- Let's Choose Executors (1965)
- Though I Know She Lies (1965)
- The Windy Side of the Law (1965)
- Enter Certain Murderers (1966)
- And Shame the Devil (1967)
- The Case is Altered (1967)
- Knives Have Edges (1968)
- Past Praying For (1968)
- Tarry and Be Hanged (1969)
- An Improbable Fiction (1970)
- The Knavish Crows (1971)
- Serpent's Tooth (1971)
- They Love Not Poison (1972)
- Enter the Corpse (1973)
- Yet She Must Die (1973)
- Done to Death (1974)
- A Show of Violence (1975)
- My Life is Done (1976)
- The Law's Delay (1977)
- A Thief or Two (1977)
- Exit Murderer (1978)
- Proceed to Judgement (1979)
- This Fatal Writ (1979)
- They Stay for Death (1980)
- Weep for Her (1980)
- Cry Guilty (1981)
- Dearest Enemy (1981)
- Enter a Gentlewoman (1982)
- Most Grievous Murder (1982)
- Villains by Necessity (1982)
- Call Back Yesterday (1983)
- The Lie Direct (1983)
- Where Should He Die? (1983)
- The Bloody Book of Law (1984)
- Defy the Devil (1984)
- Murder's out of Tune (1984)
- Away with Them to Prison (1985)
- An Obscure Grave (1985)
- Put Out the Light (1985)
- Most Deadly Hate (1986)
- Nor Live So Long (1986)
- Naked Villainy (1987)

#### SérieRichard Trenton, signée Anne Burton
- The Dear Departed (1980)
- Where There's a Will (1980)
- Worse Than a Crime (1981)

#### SérieJeremy Locke, signée Mary Challis
- Burden of Proof (1980)
- Crimes Past (1980)
- The Ghost of an Idea (1981)
- A Very Good Hater (1981)

#### SérieAnne et Stephen Marryat, signée Margaret Leek
- The Healthy Grave (1980)
- We Must Have a Trial (1980)
- Voice of the Past (1981)

### Nouvelle
- Trouble With Some Policemen (1951) Publié en français sous le titre L'Alibi, Paris, Fayard, Le Saint détective magazine no 114, août 1964

## Sources
- Jacques Baudou et Jean-Jacques Schleret, Le Vrai Visage du Masque, vol. 1, Paris, Futuropolis, 1984, 476 p. (OCLC 311506692), p. 470-471.
- Claude Mesplède (dir.), Dictionnaire des littératures policières, vol. 2 : J - Z, Nantes, Joseph K, coll. « Temps noir », 2007, 1086 p. (ISBN 978-2-910-68645-1, OCLC 315873361), p. 1047-1048.